# Dobrek Bistro
Dobrek Bistro – zespół muzyczny grający mieszankę jazzu, bluesa i muzyki poważnej, jak sami o sobie mówią muzycy: 
„U nas salsa brzmi po cygańsku, tango po wiedeńsku, jazz po żydowsku, a musette ma posmak rosyjski...”, co nie określa wyłącznie gatunku i rodzaju muzyki którą grają, ale również to, że grupa jest wielonarodowościowa. Założona przez Krzysztofa Dobrka (akordeon) i Alioshę Biza (skrzypce), w Austrii, swój debiut miała podczas Międzynarodowego Festiwalu Akordeonowego 2000. Oprócz wyżej wymienionych członków w skład grupy weszli Alexander Lackner (kontrabas) i Luis Ribeiro (perkusja). Jak dotąd zespół wydał cztery albumy, ostatni zatytułowany po prostu Dobrek Bistro, swoją premierę miał w 2007 roku.

## Dyskografia
- Bistro Live (2003)
- Luz E Sombras (2004)
- ´s geht eh! (2005)
- Dobrek Bistro (2007)
- Dobrek III (2014)

## Skład
- Krzysztof Dobrek (akordeon), kraj pochodzenia Polska
- Aliosha Biz (skrzypce), kraj pochodzenia Rosja
- Alexander Lackner (kontrabas), kraj pochodzenia Austria
- Luis Ribeiro (perkusja), kraj pochodzenia Brazylia